# Streptanus debilis
Streptanus debilis är en insektsart som beskrevs av Melichar 1900. Streptanus debilis ingår i släktet Streptanus och familjen dvärgstritar. Inga underarter finns listade i Catalogue of Life.